# Orleans, Massachusetts
Orleans [ɔrˈliːnz] är en kommun (town) i Barnstable County, Massachusetts, USA.